# Rush (Hans Zimmer)
Rush is de originele soundtrack van de gelijknamige film uit 2013 die werd gecomponeerd door Hans Zimmer. Het album werd op 10 september 2013 uitgebracht door WaterTower Music.
Het album bevat naast de originele filmmuziek van Zimmer, ook classic rock songs die ook gebruikt zijn in de film. Waarvan onder meer de nummer 1-hit "Dyna-mite". Om de sfeer van de jaren zeventig te proeven, gebruikte Zimmer bij veel nummers op het album symfonische rock. De gitaar klanken in combinatie met de elektronische muziek tijdens de wedstrijd-scènes in de film hebben veel overeenkomsten met die van de film Days of Thunder. De muziek werd opgenomen in de studio Remote Control Productions. Additioneel muziek werd gecomponeerd door Lorne Balfe, Bryce Jacobs en Jasha Klebe.

## Musici
- Michael Brook - Gitaar
- Bryce Jacobs - Gitaar
- Stephen Lipson - Gitaar
- Satnam Ramgotra - Percussie
- Martin Tillman - Cello
- Hans Zimmer - Synthesizer

## Nummers
| Nr. | Titel                              | Duur |
| --- | ---------------------------------- | ---- |
| 1   | 1976                               | 3:00 |
| 2   | I Could Show You If You'd Like     | 0:44 |
| 3   | I hear you knocking - Dave Edmunds | 2:46 |
| 4   | Stopwatch                          | 1:29 |
| 5   | Into The Red                       | 3:15 |
| 6   | Budgle                             | 1:28 |
| 7   | Scuderia                           | 0:53 |
| 8   | Gimme Some Lovin - Steve Winwood   | 2:52 |
| 9   | Oysters In The Pits                | 1:05 |
| 10  | 20%                                | 1:01 |
| 11  | Dyna-Mite - Mud                    | 2:55 |
| 12  | Watkins Glen                       | 1:49 |
| 13  | Loose Cannon                       | 0:35 |
| 14  | The Rocker - Thin Lizzy            | 5:08 |
| 15  | Car Trouble                        | 2:37 |
| 16  | Glück                              | 1:14 |
| 17  | Nürburgring                        | 5:33 |
| 18  | Inferno                            | 3:30 |
| 19  | Mount Fuji                         | 3:48 |
| 20  | For Love                           | 2:48 |
| 21  | Reign                              | 3:05 |
| 22  | Fame - David Bowie                 | 4:11 |
| 23  | Lost But Won                       | 6:16 |
| 24  | My Best Enemy                      | 2:33 |

Muziek die ook is gebruikt in de film, en die niet is opgenomen in de tracklist zijn:
| Mama Weer All Crazee Now - Slade                      |
| Sono Una Donna, Non Sono Una Santa - Rosanna Fratello |
| Sad sweet dreamer - Sweet Sensation                   |
| Many Rivers to Cross - Jimmy Cliff                    |
| Ê Baiana - Clara Nunes                                |